# Terner
 Denne artikel omhandler Fulge af familien mågefugle. Opslagsordet har også en anden betydning, se Terne.
Terner (Sterninae) er en underfamilie blandt mågefuglene. Ternerne udgør en velafgrænset gruppe indenfor mågefuglene, hvor de er kendelig på det ret lange, slanke, lige og spidse næb.

## Beskrivelse
Overnæbbets og undernæbbets spidser er lige lange. Næseborene er spalteformede og ligger på næbbets basale halvdel, nær ved næbroden. Ternerne er spinkelt og elegant byggede fugle. Vingerne er meget lange, smalle og spidse, mend svagt buede håndsvingfjer. Halen er altid kløftet, de yderste styrefjer er ofte smalle og stærkt forlængede eller en del længere end de mellemste. Benene er forholdsvis lave og små, mellemfoden ofte meget kort, bagtåen veludviklet. Fortæerne er forsynede med spidse kløer, forbundet med mere eller mindre indbuet svømmehud.

### Levevis
Ternerne er hovedsagelig havfugle, men flere arter træffes ved ferskvand, navnlig i yngletiden. De er udholdende flyvere, med en speciel hoppende flugt og ret langsomme vingeslag. De tager deres bytte ved at styrtdykke, idet de højt fra luften med kraft kaster lige ned i vandet. De går nødigt og ret dårligt på land, svømmer ret dårligt og er ude af stand til at dykke. Ternerne er meget selskabelige og ses derfor ofte i flok, og de fleste arter ruger i store, tætte kolonier. Reden anbringes på jorden.

## Klassifikation
- Underfamilie Terner Sterninae
  - Slægt Gelochelidon
    - Sandterne, Gelochelidon nilotica
    - Australsk sandterne, Gelochelidon macrotarsa

  - Slægt Hydroprogne
    - Rovterne, Hydroprogne caspia

  - Slægt Thalasseus
    - Kongeterne, Thalasseus maximus
    - Bergiusterne, Thalasseus bergii
    - Kinesisk topterne, Thalasseus bernsteini
    - Aztekerterne, Thalasseus elegans
    - Vestafrikansk Kongeterne, Thalasseus albididorsalis
    - Bengalterne Thalasseus bengalensis
    - Splitterne, Thalasseus sandvicensis
    - Amerikansk splitterne, Thalasseus acuflavidus

  - Slægt Sternula
    - Dværgterne Sternula albifrons
    - Persisk dværgterne, Sternula saundersi
    - Lille terne Sternula antillarum
    - Amazonterne, Sternula superciliaris
    - Peruterne, Sternula lorata
    - Alfeterne, Sternula nereis
    - Damaraterne, Sternula balaenarum

  - Slægt Sterna
    - Flodterne Sterna aurantia
    - Rosenterne, Sterna dougallii
    - Hvidpandet terne, Sterna striata
    - Indonesisk terne, Sterna sumatrana
    - Sydamerikansk terne, Sterna hirundinacea
    - Fjordterne, Sterna hirundo
    - Havterne, Sterna paradisaea
    - Sydhavsterne, Sterna vittata
    - Kerguelenterne, Sterna virgata
    - Prærieterne, Sterna forsteri
    - Hvidkronet terne, Sterna trudeaui
    - Hvidkindet terne Sterna repressa
    - Sortbuget terne, Sterna acuticauda

  - Slægt Onychoprion
    - Beringsterne, Onychoprion aleuticus
    - Polynesisk terne, Onychoprion lunatus
    - Brilleterne, Onychoprion anaethetus
    - Sodfarvet terne, Onychoprion fuscatus

  - Slægt Chlidonias
    - Maoriterne, Chlidonias albostriatus
    - Hvidskægget terne, Chlidonias hybridus
    - Hvidvinget terne, Chlidonias leucopterus
    - Sortterne, Chlidonias niger

  - Slægt Phaetusa
    - Tyknæbbet terne  Phaetusa simplex

  - Slægt Larosterna
    - Inkaterne Larosterna inca